# Морозовський (Октябрський район)
Моро́зовський (рос. Морозовский) — хутір у складі Октябрського району Оренбурзької області, Росія.

## Населення
Населення — 18 осіб (2010; 30 у 2002).
Національний склад (станом на 2002 рік):
- казахи — 97 %